# Jeppe på bjerget (film, 1981)
Pour plus de détails, voir Fiche technique et Distribution.
Jeppe på bjerget (littéralement « Jeppe sur la montagne ») est un film danois réalisé par Kaspar Rostrup, sorti en 1981.

## Synopsis
Un baron et ses gens décident de capture le pauvre paysan Jeppe et de le mettre dans le lit du seigneur pour voir sa réaction.

## Fiche technique
- Titre : Jeppe på bjerget
- Réalisation : Kaspar Rostrup
- Scénario : Henning Bahs et Kaspar Rostrup d'après la pièce de théâtre de Ludvig Holberg
- Musique : Erling D. Bjerno
- Photographie : Claus Loof
- Montage : Lars Brydesen
- Production : Bo Christensen
- Pays de production :  Danemark
- Genre : Comédie
- Durée : 110 minutes
- Date de sortie : 
  - Danemark : 16 février 1981

## Distribution
- Buster Larsen : Jeppe
- Else Benedikte Madsen : Nille
- Henning Jensen : le Baron
- Kurt Ravn : Erik Lakaj
- Paul Barfoed Møller (acteur) : Jacob Skomager
- Arthur Jensen : Jacobæus Lakaj
- Claus Ryskjær : Peter Kane Lakaj
- Claus Nissen : Peder Hammer Lakaj
- Benny Bjerregaard : Severin
- Jonny Eliasen : Morten Lakaj
- Frank Andersen : Jacob Lakaj

## Distinctions
Le film a été présenté en sélection officielle en compétition au festival international du film de Moscou.
Il a par ailleurs reçu 3 Bodil : Meilleur film, Meilleur acteur pour Buster Larsen et Meilleur second rôle masculin pour Kurt Ravn.